# Nanisme microcéphalique ostéodysplasique primordial type II
Le nanisme primordial microcéphalique ostéodysplasique de type II (MOPD II en anglais pour Microcephalic osteodysplastic primordial dwarfism) est une forme de nanisme associée à des anomalies cérébrales et squelettiques. Il a été caractérisé en 1982. 
Le MOPD II est répertorié comme une maladie rare par le Bureau des maladies rares (ORD) des National Institutes of Health (NIH). Cela indique que la MOPD (ou un sous-type de MOPD) affecte moins de 200 000 personnes dans la population américaine. 
Il est associé à la protéine péricentrine (PCNT).

## Personnes notables atteintes de MOPD II
- Lucía Zárate, artiste de spectacles mexicaine.